# ووته ردونده
ووته ردونده (به پرتغالی: Volta Redonda) (تلفظ پرتغالی:[ˈvɔwtɐ ʁeˈdõdɐ]) یک منطقهٔ شهری در برزیل است که در ریو دو ژانیرو واقع شده‌است. ووته ردونده ۱۸۲٫۴۸۳ کیلومتر مربع مساحت و ۲۵۷٬۸۰۳ نفر جمعیت دارد و ۳۹۰ متر بالاتر از سطح دریا واقع شده‌است.

## نگارخانه

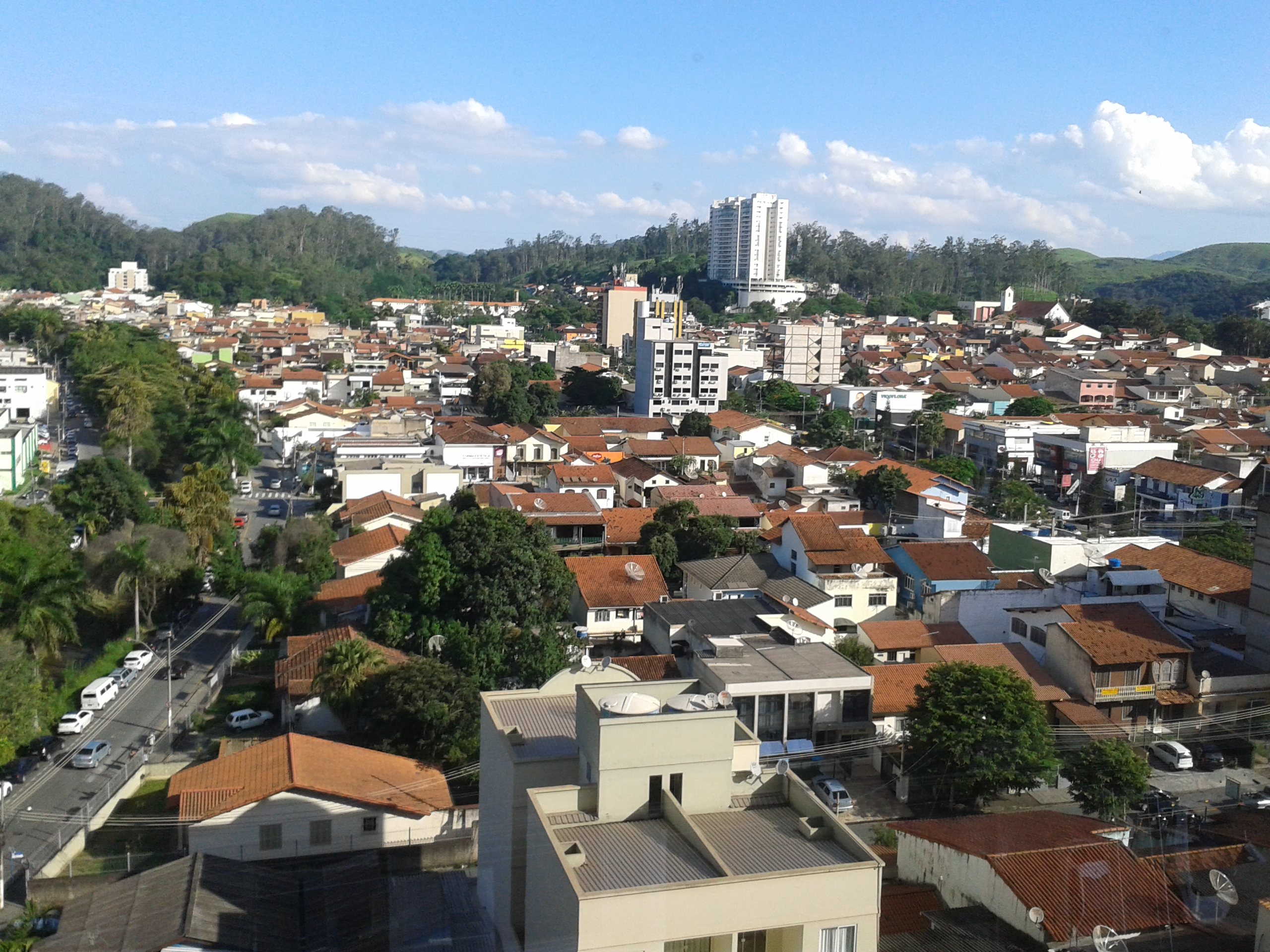
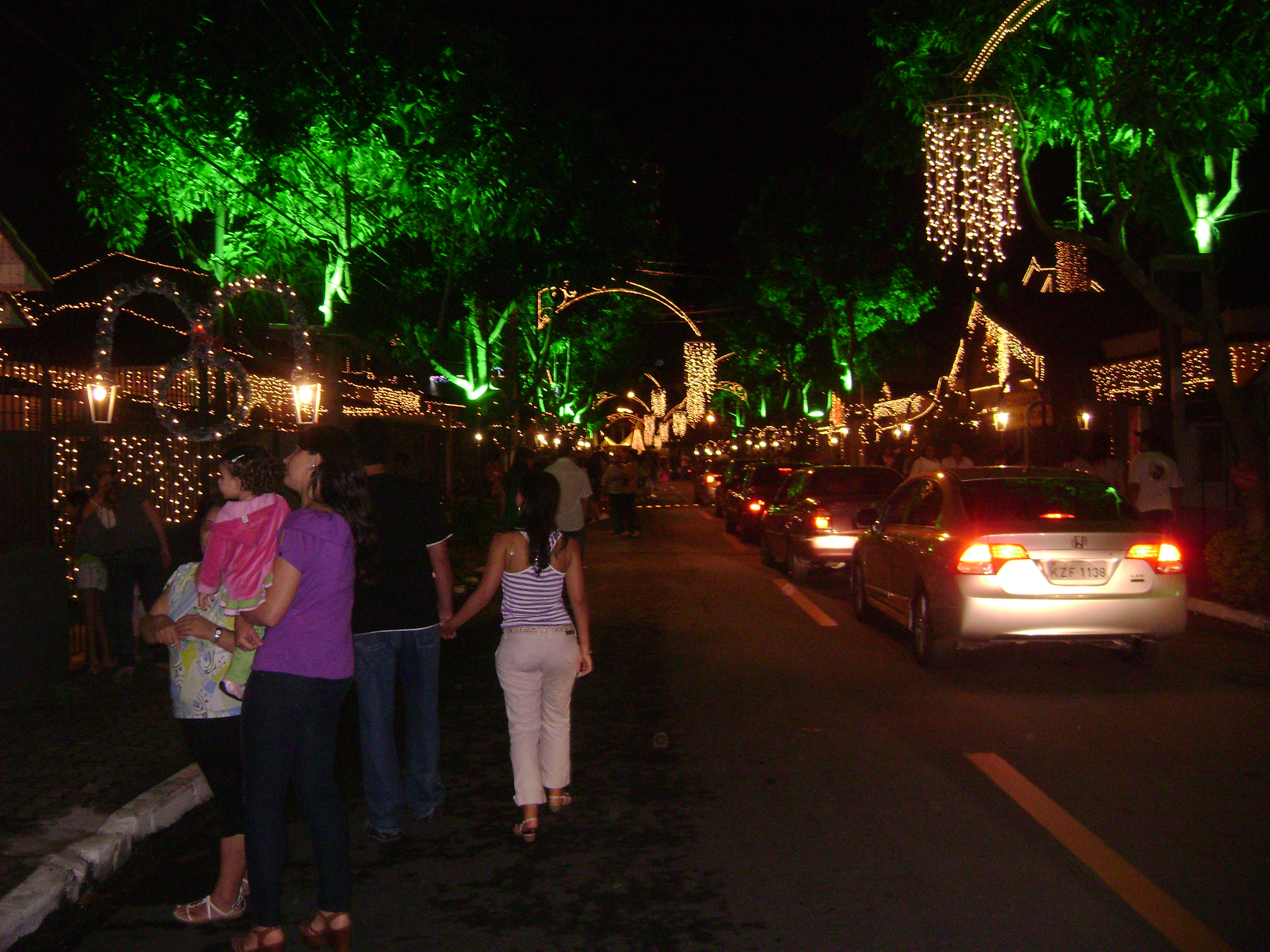
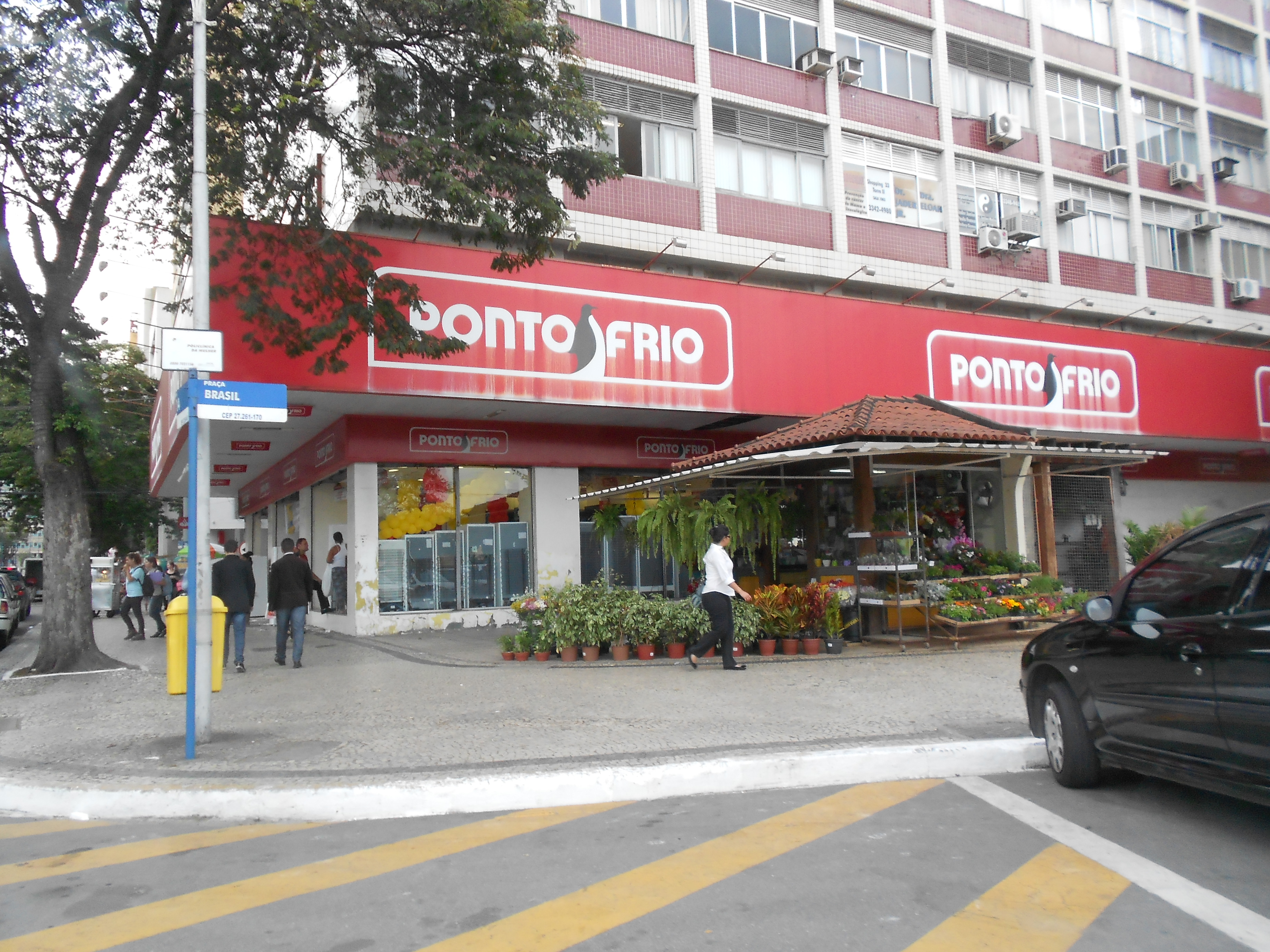